# 2010年冬季奥林匹克运动会雪橇比赛
2010年冬季奧林匹克運動會的雪橇比賽由2月13日至17日在威士拿滑行中心进行，共會頒發3枚金牌。
比賽場地因開幕前受格魯吉亞雪橇選手諾·庫馬里塔什威利在練習期間意外身亡一事影響。為選手安全起見，大會安排所有男子比賽項目出發地點改用低海拔位置出發地點（短賽道）。

## 参赛资格
- 共有110名运动参赛，其中男子单人40人，女子单人30人，双人20对40人。
- 预选赛为2008-2009赛季的世界雪橇锦标赛。[1]

## 各國獎牌榜
| 排名                     | 国家 / 地区              | 金牌 | 銀牌 | 銅牌 | 总计 |
| ------------------------ | ------------------------ | ---- | ---- | ---- | ---- |
| 1                        | 德国（GER）              | 2    | 1    | 2    | 5    |
| 2                        | 奥地利（AUT）            | 1    | 1    | 0    | 2    |
| 3                        | 拉脱维亚（LAT）          | 0    | 1    | 0    | 1    |
| 4                        | 意大利（ITA）            | 0    | 0    | 1    | 1    |
| 总计（共4个国家 / 地区） | 总计（共4个国家 / 地区） | 3    | 3    | 3    | 9    |

## 各項成績
| 項目             | 金牌                                            | 金牌     | 银牌                                          | 银牌      | 铜牌                                          | 铜牌     |
| 男子单人（詳細） | 费利克斯·洛赫 · 德国（GER）                     | 4.02.53  | 达维德·默勒 · 德国（GER）                     | 4:04.62   | 阿明·策格勒 · 意大利（ITA）                   | 4:04.84  |
| 女子单人（詳細） | 塔季扬娜·许夫纳 · 德国（GER）                   | 2:46.524 | 尼娜·赖特迈尔 · 奥地利（AUT）                 | 2:247.041 | 纳塔莉·盖森贝格尔 · 德国（GER）               | 2:47.101 |
| 双人（詳細）     | 奥地利（AUT） · 安德烈亚斯·林格 · 沃尔夫冈·林格 | 1:22.705 | 拉脱维亚（LAT） · 安德里斯·希茨 · 尤里斯·希茨 | 1:22.969  | 德国（GER） · 帕特里克·莱特纳 · 亚历山大·雷施 | 1:23.040 |

## 外部連結
- 本屆奧運雪橇比賽時間表（页面存档备份，存于）
- 国际雪橇联合会官方网站（英文）（页面存档备份，存于）
- 2010年冬季奥林匹克运动会官方网站（英文）（页面存档备份，存于）
- 国际奥委会官方网站